# Scottish League Challenge Cup 2014/15
Der Scottish League Challenge Cup wurde 2014/15 zum 24. Mal ausgespielt. Der schottische Fußballwettbewerb, der offiziell als Petrofac Challenge Cup ausgetragen wurde, begann am 25. Juli 2014. Das Finale wurde am 5. April 2015 ausgespielt. Am Wettbewerb nahmen 30 Vereine der Scottish Professional Football League sowie je ein Team aus der Highland und Lowland Football League teil. Als Titelverteidiger starteten die Raith Rovers in den Wettbewerb, die sich im Vorjahres-Finale gegen die favorisierten Glasgow Rangers durchsetzen konnten. Im diesjährigen Endspiel siegte der FC Livingston mit 4:0 gegen Alloa Athletic. Es war für den Verein der erste Titel im Challenge Cup. Zuvor konnten die Löwen einzig den Ligapokal in der Saison 2003/04 gewinnen.

## Termine
Die Spielrunden wurden an folgenden Terminen ausgetragen:
- 1. Runde: 26. Juli 2014 (Sa.)
- 2. Runde: 19./20. August 2014 (Di./Mi.)
- Viertelfinale: 6. September (Sa.)
- Halbfinale: 12. Oktober 2014 (So.)
- Finale: 5. April 2015 (So.)

## Teilnehmende Mannschaften
Für die erste Runde waren 32 Mannschaften sportlich qualifiziert:
| Championship die 10 Vereine der Saison 2014/15 | League One die 10 Vereine der Saison 2014/15 | League Two die 10 Vereine der Saison 2014/15                                                                                                | Highland Football League Meister der Saison 2013/14 | Lowland Football League Meister der Saison 2013/14 |
| Alloa Athletic FC Cowdenbeath FC Dumbarton FC Falkirk FC Livingston Glasgow Rangers Heart of Midlothian Hibernian Edinburgh Queen of the South Raith Rovers (TV) | Airdrieonians FC Ayr United Brechin City Dunfermline Athletic FC Peterhead Forfar Athletic Greenock Morton FC Stenhousemuir Stirling Albion FC Stranraer | Albion Rovers Annan Athletic Berwick Rangers Elgin City FC Arbroath FC Clyde FC East Fife FC East Stirlingshire FC Montrose FC Queen’s Park | Brora Rangers                                       | FC Spartans                                        |

## 1. Runde
Ausgetragen wurden die Begegnungen am 25. und 26. Juli und 5. August 2014.

### Region Nord-Ost
|                       | Ergebnis  |                  |
| --------------------- | --------- | ---------------- |
| FC Arbroath           | 1:4       | Alloa Athletic   |
| FC East Fife          | 2:1       | Forfar Athletic  |
| FC Montrose           | 0:3       | FC Peterhead     |
| Elgin City            | 0:3       | Stirling Albion  |
| Dunfermline Athletic  | 1:0       | Raith Rovers     |
| FC Cowdenbeath        | 1:3 n. V. | Brechin City     |
| FC East Stirlingshire | 1:7       | FC Falkirk       |
| Brora Rangers         | 3:1 n. V. | FC Stenhousemuir |

### Region Süd-West
|                     | Ergebnis              |                     |
| ------------------- | --------------------- | ------------------- |
| FC Queen’s Park     | 1:1 n. V. (3:4 i. E.) | Berwick Rangers     |
| Glasgow Rangers     | 2:1 n. V.             | Hibernian Edinburgh |
| FC Stranraer        | 3:2                   | FC Dumbarton        |
| Heart of Midlothian | 3:1                   | Annan Athletic      |
| Airdrieonians FC    | 2:2 n. V. (2:4 i. E.) | Albion Rovers       |
| Queen of the South  | 3:4 n. V.             | FC Livingston       |
| Greenock Morton     | 1:0                   | FC Spartans         |
| FC Clyde            | 2:0                   | Ayr United          |

## 2. Runde
Ausgetragen wurden die Begegnungen zwischen dem 18. und 20. August 2014.

### Region Nord-Ost
|                      | Ergebnis |                |
| -------------------- | -------- | -------------- |
| Dunfermline Athletic | 1:2      | FC Falkirk     |
| Brora Rangers        | 2:3      | FC East Fife   |
| Brechin City         | 0:2      | FC Peterhead   |
| Stirling Albion      | 1:2      | Alloa Athletic |

### Region Süd-West
|                 | Ergebnis  |                     |
| --------------- | --------- | ------------------- |
| FC Livingston   | 4:1       | Heart of Midlothian |
| Glasgow Rangers | 8:1       | FC Clyde            |
| Greenock Morton | 5:2 n. V. | Berwick Rangers     |
| FC Stranraer    | 2:1       | Albion Rovers       |

## Viertelfinale
Ausgetragen wurden die Begegnungen am 6. September und 21. Oktober 2014.
|                 | Ergebnis  |                 |
| --------------- | --------- | --------------- |
| Greenock Morton | 0:1       | Alloa Athletic  |
| FC Stranraer    | 1:0       | FC Falkirk      |
| FC East Fife    | 0:2       | Glasgow Rangers |
| FC Peterhead    | 0:1 n. V. | FC Livingston   |

## Halbfinale
Ausgetragen wurden die Begegnungen am 12. Oktober und 3. Dezember 2014.
|                | Ergebnis              |                 |
| -------------- | --------------------- | --------------- |
| FC Livingston  | 1:1 n. V. (5:4 i. E.) | FC Stranraer    |
| Alloa Athletic | 3:2                   | Glasgow Rangers |

## Finale
| FC Livingston                                                   | FC Livingston | Alloa Athletic | Alloa Athletic |
| --------------------------------------------------------------- | --- | --- | -------------- |
| FC Livingston                                                   | \| 5. April 2015 um 16:05 Uhr (Ortszeit) in Perth (McDiarmid Park) \| \| Ergebnis: 4:0 (1:0) \| \| Zuschauer: 2.869 \| \| Schiedsrichter: John Beaton \| \| Spielbericht \|                                                                                  | \| 5. April 2015 um 16:05 Uhr (Ortszeit) in Perth (McDiarmid Park) \| \| Ergebnis: 4:0 (1:0) \| \| Zuschauer: 2.869 \| \| Schiedsrichter: John Beaton \| \| Spielbericht \|                                                                              | Alloa Athletic |
| FC Livingston                                                   | Darren Jamieson – Darren Cole, Declan Gallagher, Callum Fordyce, Jason Talbot – Keaghan Jacobs, Kyle Jacobs (88. Jack Beaumont), Burton O’Brien – Danny Mullen (69. Jordan White), Myles Hippolyte (84. Gary Glen), Scott Pittman Cheftrainer: Mark Burchill | Craig McDowall – Michael Doyle, Ben Gordon, Kyle Benedictus, Daryll Meggatt – Graeme Holmes, Mark Docherty (69. Iain Flannigan), Ryan McCord (82. Greig Spence) – Kevin Cawley, Michael Chopra (69. Isaac Layne), Liam Buchanan Cheftrainer: Barry Smith | Alloa Athletic |
| FC Livingston                                                   | 1:0 Scott Pittman (21.) 2:0 Callum Fordyce (61.) 3:0 Jordan White (86.) 4:0 Jordan White (90.) | | Alloa Athletic |
| FC Livingston                                                   | Burton O’Brien | Kyle Benedictus, Michael Chopra | Alloa Athletic |
| 5. April 2015 um 16:05 Uhr (Ortszeit) in Perth (McDiarmid Park) | | |                |
| Ergebnis: 4:0 (1:0)                                             | | |                |
| Zuschauer: 2.869                                                | | |                |
| Schiedsrichter: John Beaton                                     | | |                |
| Spielbericht                                                    | | |                |